# مطار تانغشان سانوهي
مطار تانغشان سانوهي (بالإنجليزية: Tangshan Sannühe Airport)‏ و(بالصينية: 唐山三女河机场) (إياتا: TVS، إيكاو: ZBTS) مطار عسكري/عام يقع بمدينة تانغشان في خبي في الصين. يبلغ طول المدرج 2700 م .

## شركات الطيران الوجهات
| شركـات طيـران            | الوجهات |
| ------------------------ | --- |
| 9 Air                    | مطار قوانغتشو باييون الدولي، مطار ووهان الدولي                                                                                   |
| Air Chang'an             | مطار داليان الدولي، مطار شيان شيانيانغ الدولي                                                                                    |
| Air Guilin               | مطار قوييانغ لونغدونغابو الدولي، مطار هايكو ميلان الدولي                                                                         |
| خطوط العاصمة بكين الجوية | مطار هانغتشو شياوشان الدولي، مطار هوهوت بايتا الدولي                                                                             |
| China United Airlines    | مطار فوشان شادي |
| Donghai Airlines         | مطار شينزين باوان الدولي |
| Fuzhou Airlines          | مطار هاربين الدولي، مطار شيامن قاوتشي الدولي                                                                                     |
| طيران جي إكس             | مطار تشانغشا هوانغوا الدولي، مطار نانينغ الدولي                                                                                  |
| خطوط هاينان الجوية       | مطار هاربين الدولي، مطار شينزين باوان الدولي                                                                                     |
| Hebei Airlines           | مطار تشونغتشينغ جيانغبى الدولي، مطار لانتشو تشونغ تشوان، مطار شيجياتشوانغ تشنغدينغ الدولي، مطار ونزهو يونجقيانج الدولي، مطار هاي |
| Ruili Airlines           | مطار تشنغدو شوانغليو الدولي، مطار هاربين الدولي، مطار كونمينغ جانغشوي الدولي                                                     |
| خطوط شاندونغ الجوية      | مطار غينغادو جياودونغ الدولي، مطار ينتشوان خه دونغ                                                                               |
| خطوط شانغهاي الجوية      | مطار شانغهاي بودنغ الدولي |

## وصلات خارجية
- http://www.flightstats.com/go/Airport/airportDetails.do?airportCode=TVS